# G-3 (banda)
G-3, o también escrito como Gx3 y G3, banda de hardcore punk originaria de Lima, Perú. Conformada originalmente por Gonzalo Farfán (guitarra, voz), Gabriel Bellido (bajo, coros) y Guillermo Figueroa (batería), fue una de las bandas más influyentes en la escena limeña.

## Historia

### Los años explosivos
G-3 se forma en 1986 como un trío, formado por Gonzalo Farfan, Gabriel Bellido y Guillermo Figueroa, luego de la desintegración de Autopsia, una de las cinco bandas fundadoras del autodenominado movimiento de rock Subterráneo limeño (junto a Narcosis, Leusemia, Zcuela Crrada y Guerrilla Urbana). Los tres integrantes se conocieron en 1981, por lo que el nombre de banda surge a partir de sus iniciales (originalmente era G x 3), ya que estaban hartos de los nombres convencionales, tales como enfermedades, problemas sociales o temas relacionados con el "sistema".
Durante 1986 participan en numerosos conciertos junto a bandas pertenecientes a la escena subterránea local. En marzo de 1987 aparece su primera maqueta (demo tape) bajo el nombre de "Un nuevo enemigo", grabada completamente en directo durante una hora y media y mezclada en un lapso de tiempo similar. Esta maqueta ha sido distribuida por todo el mundo de manera independiente. Ese mismo año, participan en el primer concurso de Rock No Profesional Taller Rock, ocupando el cuarto lugar en la final. Como parte del premio, graban dos temas para el casete recopilatorio "Lima 1988", el cual incluye al resto de bandas que ocuparon los primeros puestos (Voz Propia, Orgus, Diario y QEPD Carreño).
Luego de ser tildados de "pitupunks" por ciertos sectores radicalizados de la movida subterránea y de ser atacados físicamente durante sus presentaciones tan solo por el hecho de pertenecer a familias de la clase media acomodada, deciden apartarse y formar su propio circuito: la llamada "escena hardcore de Barranco". Se les unen bandas hardcore como Sentido Común, Kaos General y D.R. Hardcore, Curriculum Mortis y Sepulcro (thrash), Situación Hostil (thrashcore), y Delirium Tremens (thrash), realizando conciertos en el colegio os Reyes Rojos y en una casa de dicho distrito, la legendaria Jato Hardcore. En 1988, dado el gran éxito que tuvo su primera maqueta en el circuito alternativo, realizan una gira a Santiago de Chile junto a Curriculum Mortis, participando en el "Concierto Sudamericano de Thrash Metal" (Sala Lautaro, 30 de julio) junto a bandas locales como Massacre, Caos, Darkness, DTH y Exidium. Días después (5 de agosto), se presentan en el "Desencuentro Kloaka" junto a Fiskales Ad-Hok, Los Políticos Muertos, Anarquía y DTH, entre otros.
El último concierto de su primera etapa fue en la Jato Hardcore el 10 de junio de 1989, tocando junto a Sentido Común, Bazofia y Agresión (futuro Genocidio). Entre abril y mayo de 1990 graban su segunda maqueta titulada "En llamas", la cual incluye un lado en estudio (con cinco temas grabados en el estudio de Miki González y los dos temas incluidos en el "Lima 1988") y un lado en vivo (con grabaciones de conciertos realizados en el colegio Los Reyes Rojos, en Barranco). Dicha producción no tuvo la misma suerte que la anterior pues fueron distribuidas doscientas copias, aproximadamente, y tan solo a nivel local, quedando inédito su contenido en formato digital hasta el día de hoy. El grupo entra, entonces, en un período de inactividad durante los dos años siguientes debido a la salida de Guillermo del grupo.

### La era psicotrópica
En 1993, la banda se vuelve a juntar pensando en formar un nuevo grupo con otro nombre, pero finalmente quedan como G-3. En 1994, se unen al grupo Felipe Villarán (guitarra) y Alejandra Perez-Prieto (coros). Para Felipe tocar hardcore era una experiencia completamente nueva, ya que sus influencias eran básicamente el rock'n'roll y el blues. Como resultado de esta nueva alineación, y de los proyectos individuales de los otros miembros, editan el álbum "Psicotropía, lanzado gracias al sello Eureka Records. Este era, en palabras de Gonzalo, una mezcla, un híbrido de estilos que no tienen mucho parecido con lo de antes. Una vez más, hubo detractores que los acusaron de haberse alejado de su anterior sonido. Luego de la publicación de este álbum, Alejandra deja el grupo.
En 1996, abren la gira del grupo argentino Attaque 77 en el Perú. Como resultado de este encuentro, son invitados en 1997 a hacer una gira en Argentina para celebrar el décimo aniversario de Attaque 77.
A finales de 1997, y coincidiendo con los diez años de la aparición de su primera maqueta, editan el segundo álbum de la banda, "Pasan los días: una revisión de los años explosivos, 1986-1990", el cual fue grabado en directo de la misma manera que la primera maqueta y que incluye nuevas versiones de temas antiguos incluidos en "Un Nuevo Enemigo" y "En llamas". Este álbum es votado como "Mejor Disco Nacional" por "Phantom Magazine" ese mismo año.

### El final
A principios de 1999, editan en formato casete "Desconexión", que sería el primer sencillo del siguiente álbum de la banda. En junio de este mismo año realizan su segunda gira a Argentina al lado de la banda gaucha Fun People. Debido a la buena acogida del público, editan en el país del sur el compilatorio "Pasan los días: grabaciones, 1986-1997", el cual incluye sus dos álbumes anteriores (con excepción de "En tus rodillas") y dos temas en concierto.
A finales de 1999, se recluyen en el estudio para grabar lo que sería su siguiente álbum. A principios del 2000, anuncian la separación de la banda: no por alguna razón en especial sino porque, como expresaron en una carta a sus seguidores y a la prensa, sintieron que como grupo era eso lo que debían hacer. A mediados de mayo editan su último álbum, "En Casa", bajo el sello de Mundano Records (propiedad de Gonzalo Farfán), y realizan su último concierto en el Ambassador, el 20 de mayo, siendo teloneados por las bandas Futuro Incierto y...Por Hablar.

### Después del final
Meses después de la separación de G-3, Gonzalo Farfan y Gabriel Bellido forman, junto a Ricardo Noriega (ex Futuro Incierto) y Gerardo Rojas (hijo de Gerardo Manuel, ex Situación Hostil), el grupo Inyectores. Felipe, formaría junto a François Peglau (ex El Ghetto), Arturo Ríos (ex La Liga del Sueño) y Miguel Barreto, una nueva banda: Los Fuckin Sombreros. Guillermo se va a vivir por un tiempo a estudiar fotografía a España.
Celebrando los veinte años de la aparición de "Un nuevo enemigo", Gonzalo y Gabriel presentan el 10 de julio de 2007 la edición en CD de la maqueta en un memorable concierto de su banda Inyectores. Fue en el bar "La Noche" (Barranco), con un bloque especial con los diez temas del G-3 ochentero (los cuales pueden ser vistos en YouTube).

### Reunión 2008-2009
Al año siguiente, se anuncia el regreso de la banda en una única presentación en el bar "Sargento Pimienta" (Barranco), el 19 de diciembre de 2008, uno de los lugares donde tocaban frecuentemente. La noticia causó sensación entre los seguidores de antaño y los más recientes, aquellos que no llegaron a verlos nunca en vivo. Las entradas se agotaron un día antes del concierto. Fueron dos horas exactas, con treinta temas, en las que repasaron toda su discografía y maracarían esa fecha como uno de los conciertos del año, llenando en su totalidad el local y dejando a muchos con las ganas de verlos. Ese día se anunció que la banda se presentaría nuevamente, despidiéndose de los escenarios (hasta no sabemos cuando), en el festival "Rock en El Parque XI" (17 de enero de 2009), donde compartirían escenario con Asmereir, Futuro Vega*Pop, Aeropajitas, Calibre 38 (Colombia), Diazepunk y otras bandas. Esta presentación fue mucho más corta que la vivida el 19 de diciembre (alrededor de 40 minutos), pero no por esto la gente dejó de apoyarlos, y los despidió de una manera que los dejaron con las ganas de regresar.

### Reunión 2012 junio
Del 2012 la banda se reúne dando un espectáculo en un escenario único lleno total en el Toro Retro bar de Barrancore
Memorable día para muchos.

### 2014
En julio de 2014 la banda se reúne nuevamente para el mega festival Revolución Caliente junto a Leuzemia y G-3.

### Reunión 2017
En febrero del 2017 la banda anuncia el año como uno de reuniones oficiales iniciando su participación en el programa Jammin de Plus TV, dando un concierto en vivo junto a La Raza (banda) en el Centro de convenciones Barranco Arena. Ese día se agotaron las entradas y la plataforma de Joinnus se cayó debido a la gran acogida del público. Fue un lleno total. 
En mayo anuncian su participación en el festival Somos Perú Rock.
El sábado 9 de septiembre se presenta en el C. C. Festiva, junto a D'Mente Común y Voz Propia y es la primera aparición en escenarios de Alejandra Pérez-Prieto con un show de más de 100 minutos.

## Integrantes
- Gonzalo Farfán - guitarra, voz
- Gabriel Bellido - bajo, coros
- Guillermo Figueroa - batería

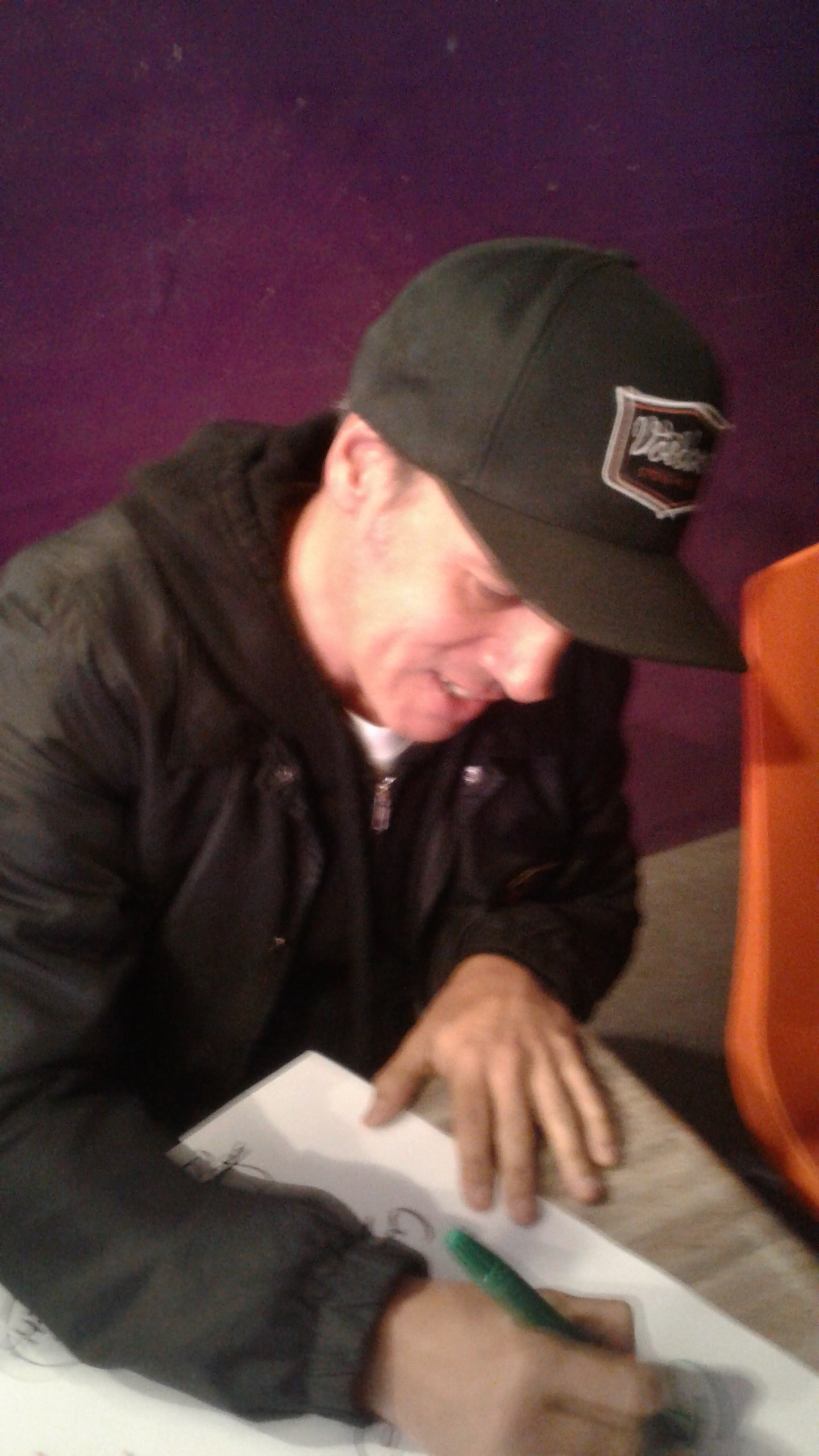
Gonzalo Farfán en 2018, vocalista de la banda, en una firma de autógrafos.

- Felipe "Pipe" Villarán - guitarra (desde 1994)

### Integrantes pasados
- Alejandra Pérez-Prieto - coros (en el álbum Psicotropia)
- Fernando Bogio - batería (en la maqueta En llamas)

## Discografía

### Álbumes
- Psicotropía - 1994
- Pasan los días: una revisión de los años explosivos, 1986-1990 - 1997 (reedición en CD y vinilo, 2017)
- En casa - 2000

### Maquetas
- Un nuevo enemigo - 1987 (reedición en CD, 2007) (reedición en vinilo, 2008)
- En llamas - 1990

### Sencillos
- Desconexión - 1998

### Compilaciones y conciertos
- Concierto en Magia - 1987 (maqueta en vivo, grabada el 6 de junio de 1987, participaron con siete temas)
- Lima 1988 - 1988 (casete, participaron con dos temas)
- POW! -1994 (casete en vivo, siete temas, cover de Nirvana y Social Distortion)

## Videos
- "De vuelta al rebaño" (concierto en Magia, verano de 1993), YouTube
- "Mayoría equivocada" (concierto en «La Noche» de Barranco, 11 de julio de 2007), YouTube